# 본능
본능(本能)은 동물의 행동 중 연습이나 모방없이 태어날 때부터 유전적으로 몸에 지니고 있는 성질을 말한다. 여러 가지 반사가 일정한 순서로 차례차례 조합되어 장시간 계속적으로 일어나는 복합적인 행동을 본능 행동이라고 한다. 본능은 크게 '개체 유지 본능'과 '종족 유지 본능'으로 나눌 수 있으며, 또 본능은 이를 나타내는 형태에 따라 섭식·모성·생식·방어·귀소 본능 등의 몇 가지로 구분할 수 있다.

## 단순 행동

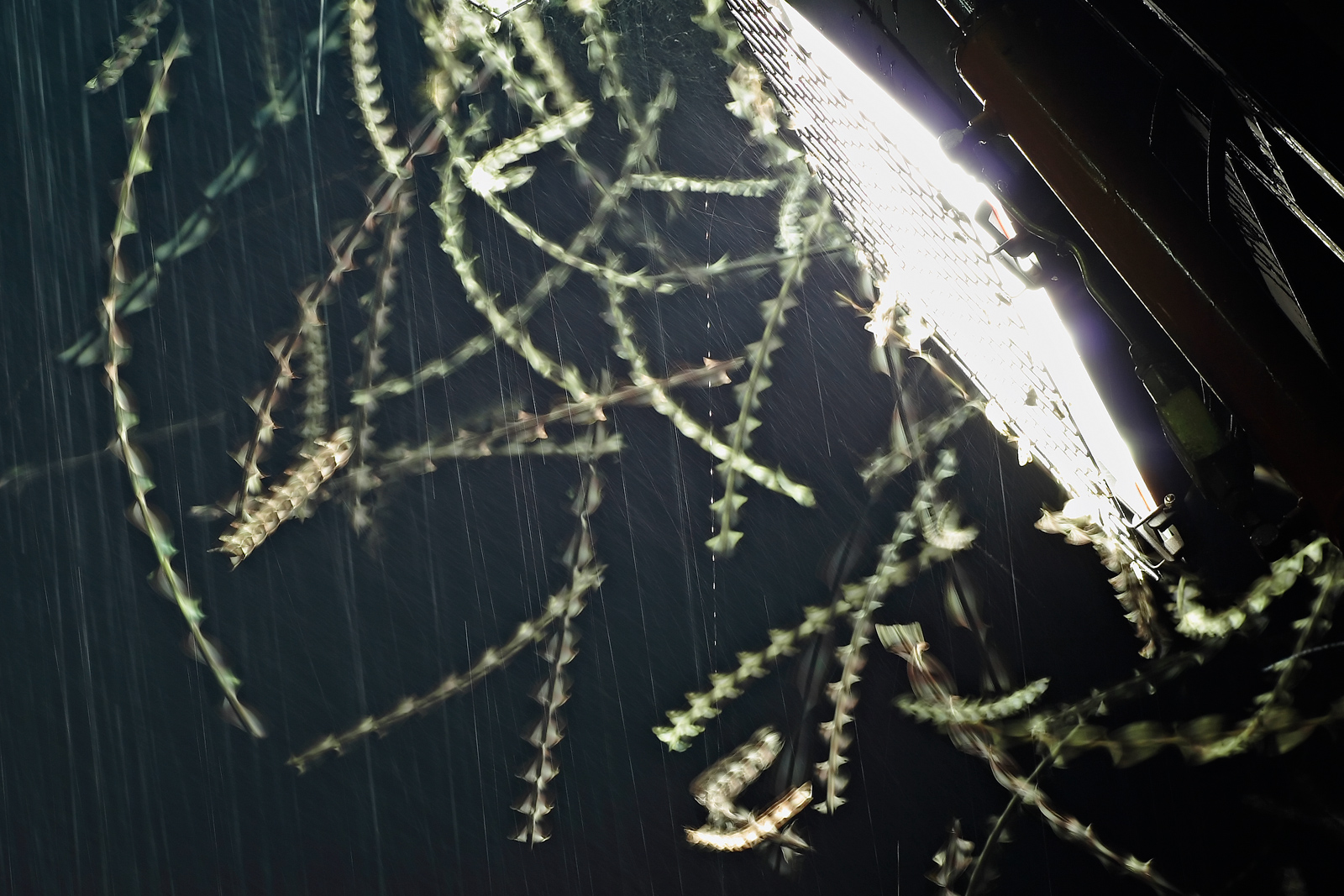
주광성을 가지고 있는 나방

하등 동물은 자극을 받아들이는 감각 기관이나 자극에 대하여 반응을 나타내는 운동기가 별로 발달되어 있지 않기 때문에, 자극에 대하여 극히 단순하게 행동한다. 이러한 단순한 행동의 대부분은 자극에 대하여 몸 전체가 일정한 방향으로 이동하는 '주성'이라고 하는 행동이다. 또 생물이 자극에 대하여 무의식적으로 나타내는 반응인 '반사'도 단순한 행동이라고 할 수 있다. 반사는 신경계를 갖추고 있는 동물에서 볼 수 있는 가장 간단한 양식의 선천적인 행동인데, 이 반사에 의해 위험으로부터 몸을 보호할 수 있다.

### 주성
주성(走性)은 동물이 외부 자극에 대하여 몸 전체가 일정한 방향으로 이동하는 것이다. 이 때, 자극이 오는 방향을 향하여 이동하는 것을 '양성 주성', 자극의 방향과 반대쪽으로 이동하는 것은 '음성 주성'이라고 한다. 한편, 주성은 자극원의 종류에 따라서 여러 가지로 나뉜다. 즉, 자극이 빛인 경우는 '주광성', 화학 물질이면 '주화성', 전류인 경우는 '주전성'이라고 한다.

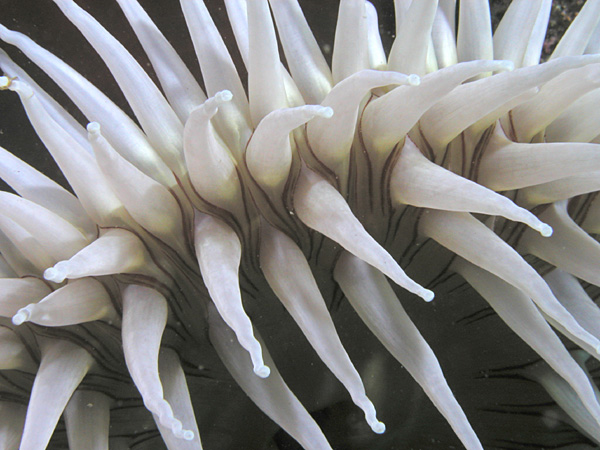
화학적 자극으로 반응하는 말미잘의 촉수

곤충류는 겹눈과 홑눈으로 물체의 모양을 알고 빛의 자극을 받아들여 밝고 어두움을 안다. 곤충은 더듬이 사이에 3개의 홑눈이 있고 그 양옆으로 머리의 좌우에 1쌍의 겹눈이 있다. 로이브에 의하면, 곤충의 좌우 눈과 비등한 밝기의 빛이 눈으로 받아들여지고 있을 때는 눈에서 받아들인 자극이 좌우의 반응기(운동기)에 똑같이 전달되어서 직진을 하게 되는데, 오른쪽 눈이 강하게 자극되면 왼쪽 운동기가 강하게 반응하여 몸은 오른쪽 방향으로 이동하게 된다고 한다. 이와 같이 동물의 주성은 감각 기관과 운동기 사이의 일정한 연락에 의한 강제적인 행동이다.
말미잘 등의 강장동물은 촉수로 먹이를 잡아 영양을 섭취하는데, 이 촉수는 단순한 기계적 자극만으로도 반응을 한다. 그러나 그 먹이에서 나오는 냄새, 즉 화학적인 자극이 없으면 그 촉수의 반응은 오래 계속되지 않고 도중에서 중지된다.

### 반사
반사(反射)는 생물이 자극에 대하여 무의식적으로 나타내는 반응이다.

## 본능 행동
동물은 각각 그 종 특유의 행동, 즉 유전적으로 이어받은 행동 양식을 가지고 있어서, 독자적인 방법으로 환경에 적응하고 있다. 이와 같이 태어나면서부터 지니고 있는 행동 양식을 '선천적 행동'이라고 한다. 이 선천적 행동에는, 신체의 부분적 운동과 걷기·뛰기·날기 ·헤엄치기 등의 이동 행동 같은 비교적 단순한 행동 외에 여러 가지 반사가 일정한 순서로 종합되어 나타나는 어떠한 목적을 위한 행동도 포함된다. 이 선천적이고 변하지 않는 복잡한 행동 양식을 본능이라고 한다.
본능 행동은 크게 두 가지 요인에 의해 나타난다. 그 하나는 각종 감각 기관이 받아들이는 외적 자극에 의하며, 또 하나는 내부 환경 조건, 즉 생식샘·갑상선 등의 내분비샘에서 분비되는 호르몬과 중추 신경계로부터의 명령에 의존하여 나타난다. 또, 본능 행동은 학습에 의한 행동과는 달리 융통성이 없고, 여러 가지 자극에 의하여 나타난 행동은 상황에 변화가 생겨도 도중에 중지되거나 변화되는 일이 없이 생존 목적에 알맞도록 되어 있다.
본능 행동을 유발하는 외적 자극으로는, 자연 환경에 관한 것과 동물 상호간에 관계하는 것이 있다. 자연 환경에 관한 것으로는 빛·온도 등의 변화, 생식 공간의 넓이, 먹이와 둥지를 만드는 재료의 양 등이 있다. 이러한 외적 자극에 의해 동물은 생리적인 변화를 일으키거나, 최적의 환경을 찾아 서식지를 이동시키는 등 동물의 행동 전체에 커다란 영향을 끼친다. 동물 상호간에 관계하는 것으로는 동물의 외형, 몸의 빛깔과 그 변화 및 여러 가지 행동(자세·운동·울음소리·접촉·냄새가 나는 물질의 분비와 발산) 등이 있으며, 이러한 자극은 동물의 생식 밀도 분포에 영향을 주거나, 또는 동물의 집단이나 사회를 조직하고 유지하는 행동의 기반이 되기도 한다.
이러한 자극에 의한 동물의 본능 행동은 동물이 어떤 특정한 행동을 할 경우 처음부터 행동이 끝날 때까지 여러 가지 반사 작용이 일정한 순서로 이어지는데, 이때 이들 일련의 행동에는 특이한 외적 자극이 차례로 순서있게 관련하고 있다. 그리고 각각 특정적인 행동의 순간순간에는 항상 모든 감각을 사용하는 것이 아니고, 동물의 내적 상태와 행동의 각 단계에서의 목표에 따라, 그 때마다 어느 감각 기관을 이용할 것인지가 선택적으로 정해진다.

### 신호 자극

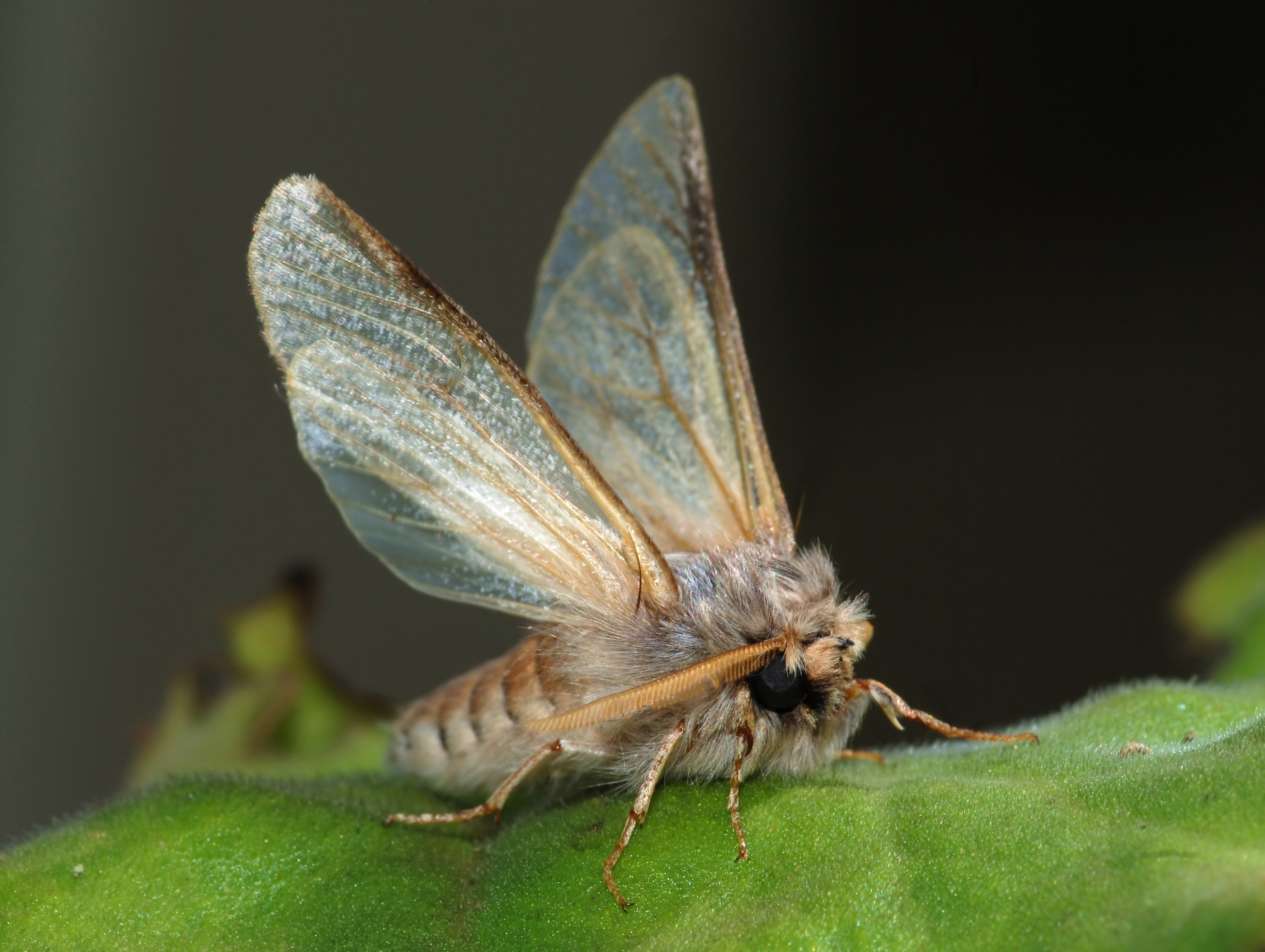
성유인 물질을 분비하는 나방

동물은 어느 순간에 하나의 감각 기관에서 보내오는 모든 환경 정보에 기초하여 행동하는 것이 아니라, 그 정보 중의 작은 부분만을 선택하여 행동에 이용하고 있다. 예를 들면, 가시고기는 그들 복부의 색깔이 자극이 되어 생식 활동을 한다. 수컷의 복부는 붉은색이고 암컷의 복부는 회색인데, 물 속에서 움직이는 것이 자신의 빨간 복부의 특징을 보이기만 하면 무조건 공격하고, 회색의 물체를 보면 춤을 춘다. 한편, 번식기의 암컷은 수컷이 아니라도 붉은색의 물체라면 어느 것에든지 유인되어 둥지 속에 산란하는데, 이와 같은 본능 행동은 번식기에만 나타나고 그 시기가 지나면 아무런 반응도 나타내지 않는다. 이와 같이 본능 행동을 유발 또는 억제하는 데 유효한 자극을 '신호 자극'(信號刺戟)이라고 한다.
동물 상호간에 관계하는 신호 자극은 시각·후각·촉각·청각 등을 느끼는 여러 가지 감각 기관에 작용하여 본능 행동을 유발시키는데, 본능 행동은 하나의 감각 기관에서 받아들인 자극에 의해 일어난다. 예를 들면, 게의 일종인 농게의 수컷은 특별히 큰 1개의 집게발을 가지고 있는데, 이 특징적인 집게를 흔들어대면, 이러한 독특한 시각적 신호 자극에 의해 성숙한 암컷은 수컷에게로 유인된다. 또, 성숙한 암컷 나방은 독특한 성유인 물질을 분비하는데, 이것이 후각적 신호 자극이 되어 수컷의 성행동이 야기된다.

### 복합 자극
신호 자극은 하나가 유효하게 작용하는 경우가 있는데, 실제로는 몇 가지의 복합된 신호 자극에 의해 본능 행동이 유발되는 경우가 많다. 이 경우, 복합 자극 요소가 모두 갖추어져 비로소 본능 행동이 나타나게 되는 경우가 있는데, 재갈매기의 새끼가 먹이를 달라고 졸라댈 때의 행동에서 그 예를 볼 수 있다. 재갈매기의 새끼는 배가 고프면 본능적으로 어미의 부리에 있는 붉은 반점을 쫀다. 어미는 이 자극을 받고서 먹이를 토해서 새끼에게 먹인다. 이 같은 행동을 야기시키는 가장 유효한 자극은 어미의 부리 끝에 있는 붉은 반점인데, 만약 점의 색깔과 위치를 다르게 하면 그 자극 효과는 감소한다. 즉, 색깔과 위치의 두 복합 자극에 의해 비로소 자극 효과가 최대가 되는 것이다.
또, 자극 요소가 서로 보완하는 관계에서 본능 행동이 유발되는 경우도 있다. 이것은 회색뱀눈나비의 수컷이 암컷을 추적하는 성행동에서 볼 수 있는데, 이 행동을 야기시키는 자극은 대상물의 명암과 운동의 형 및 거리의 세 가지이다. 즉, 색깔이나 크기, 형태는 아무래도 좋으나, 가능한 한 검은색의 것이 보다 가까운 곳에서 나비처럼 팔랑팔랑 날면 가장 효과적인 자극이 된다. 그런데 흰 모형이라도 수컷 가까이서 팔랑거리면 검은 모형의 자극과 거의 똑같은 자극 효과를 나타낸다. 따라서, 수컷으로부터의 거리를 일정하게 하고, 흰 모형을 팔랑거렸을 때와 검은 모양을 완만히 움직였을 경우를 비교하면, 양쪽 모두 똑같은 자극 효과를 나타냄을 알 수 있다. 즉, 세 가지 신호 자극 중 일부가 작용하지 않더라도, 다른 자극이 대신 작용하여 보완함으로써 나타나는 전체 자극에 의해 본능 행동이 유발된다.

### 초정상 신호 자극
신호 자극은 정해진 자극물의 형태나 성질에 의한 것만이 아니고, 자극 자체의 수량이나 크기의 상대적 차이에 의하여 작용하는 경우가 있다. 이 경우, 자연의 자극은 반드시 최적의 자극을 뜻하는 것은 아니다. 즉, 자연계에서의 실물에 의한 자극보다도 인공적으로 주어진 보다 강력한 자극(초정상 신호 자극) 쪽이 우선적으로 작용하여 본능 행동이 유발된다.
따라서, 초정상 신호 자극(超正常信號刺戟)으로 모순된 본능 행동을 일으키게 할 수가 있는데, 이 예는 조류가 알을 인지(認知)하는 행동에서 볼 수 있다. 예를 들면, 조류의 어떤 종류는 3개의 큰 알을 낳아서 알을 품는데, 이 새에게 각각 수가 다른 두 종류의 알 덩어리를 동시에 주면, 3개보다는 4개, 4개보다는 5개쪽, 즉 많은 수의 알이 있는 쪽을 선택하여 알을 품는 경향이 있다. 또, 어떤 새는 크고 작은 2개의 모형 알을 주면 큰 쪽의 알을 품으며, 비록 알을 품을 수 없는 정도로 큰 모형알로 실험을 할 경우에도 여전히 큰 쪽의 알을 품으려는 행동을 볼 수 있다.

### 갈등 행동

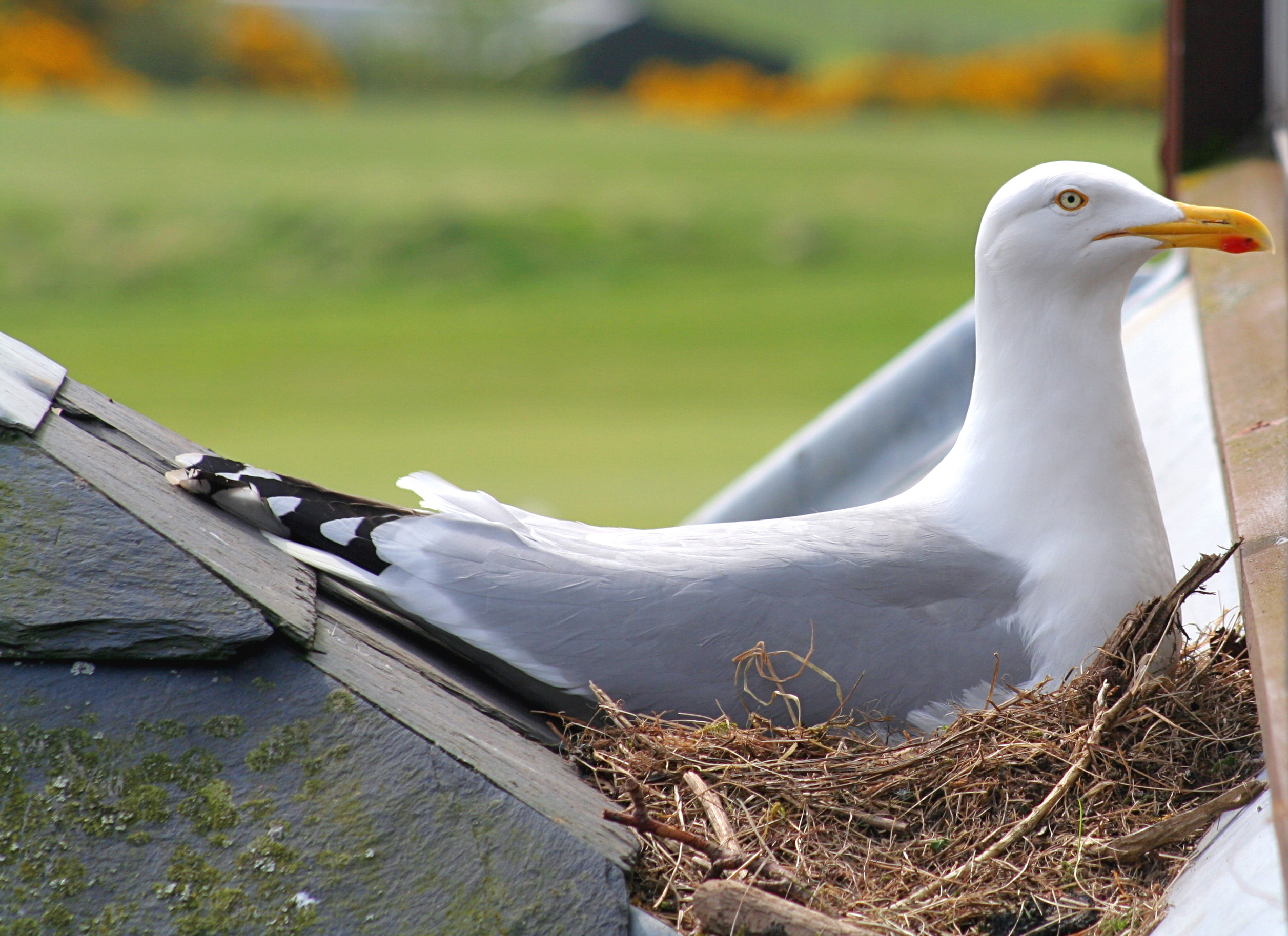
알을 품는 재갈매기. 붉은색의 모형 알을 둥지 안에 넣으면 갈등 행동을 보인다.

모순된 본능 행동을 일으키는 복수의 신호 자극, 즉 어떤 하나의 행동을 유발하는 자극과 억제하는 자극의 두 가지 신호 자극을 동시에 주었을 때, 동물은 동시에 두 가지 행동을 할 수 없으므로 각 자극에 의해 유발되는 행동 사이에서 경합 현상이 나타난다. 즉, 각 본능 행동을 나타내게 하는 요인이 우선권을 다투어 어느 행동도 할 수 없는 경우와, 각각의 행동형이 교대로 일어나 마침내 그 어느 쪽이든 우세한 행동으로 결정되는 경우가 있다.
후자의 경우는, 재갈매기가 알을 품는 습성을 이용한 실험에서 볼 수 있다. 번식기의 재갈매기는 알과 비슷한 것이면 아무것이나 품는데, 둥지 속의 붉은 물체는 무엇이든지 둥지 밖으로 내보내는 습성이 있다. 그래서 이 갈매기에게 붉은색의 모형 알을 품게 한 결과, 처음에는 이 모형 알을 둥지 밖으로 내보내려고 하다가, 곧 그것을 품는 행동으로 옮기는 것을 볼 수 있었다. 이것은 둥지 속의 붉은 것과 알 모양을 한 것의 두 가지 신호 자극에 의해 밀어내거나 품으려는 서로 모순되는 행동을 유발시키는 요인이 경합한 결과, 품는 행동으로 결정되어 나타나는 현상이다.
어느 쪽 행동도 하지 못하는 전자의 경우는, 이리저리 여러 가지 몸짓과 자세를 취하며 엉거주춤한 행동을 보인다. 이것을 '갈등 행동'(葛藤行動)이라고 한다.

### 본능 행동의 선천성
본능 행동은 보통 선천적으로 타고난 행동으로, 유전적으로 이어받은 여러 가지의 독특한 행동을 말한다. 그러나 실제로 동물의 행동 중에는 본능 행동이라고 단정지을 수 없는 매우 애매한 경우도 있다.
예를 들면, 가시고기의 수컷이 붉은색 물체를 보면 공격하는 행동은 본능 행동이라고 하는데, 부화하기 전부터 격리시켜 공격성을 학습할 기회를 주지 않고 성숙시킨 수컷도 과연 공격 행동을 할 수 있을까 하는 의문이 생긴다. 그러나 실제로 이러한 격리 실험을 한 결과 성숙한 수컷은 여전히 공격성을 나타내므로, 가시고기의 이러한 행동은 선천적이라고 할 수 있다. 그러나 이 선천적이라는 의미는 개체와 환경과의 아무런 상호 작용 없이 순전히 내적 과정만으로 얻어진다는 것은 아니다. 이 경우에도 빛의 존재하에서 시각의 발달이 있었던 것이다. 따라서, 엄밀한 의미에서는 이것을 선천적이라고 할 수 없다. 그러나 일반적으로, 유전 정보에 의하여 완전히 성숙한 동물이 연습이나 모방 학습 등을 하지는 않아도, 생존 목적에 알맞은 일련의 복잡한 행동을 나타내는 것은 '선천적 행동'이라고 하며, 그 전형적인 예는 곤충류에서 볼 수 있다.

## 같이 보기
- 보호본능(protective instinct)
- 생물
- 유전
- 자연
- 지능
- 이드